# Клингенберг ам Майн
Клингенберг ам Майн (на немски: Klingenberg am Main, Klingenberg a.Main) е град в Долна Франкония в Бавария, Германия с 6125 жители (към 31 декември 2016).
Клингенберг се намира на река Майн, на 12 km от областния град Милтенберг, на 28 km от Ашафенбург и на 67 km от Франкфурт на Майн.